# 佐々木久行
佐々木 久行（ささき ひさゆき、1964年11月27日 - 2013年1月3日）は、日本の男子プロゴルファー。

## 人物
10歳で両親と死に別れた為に叔父の元で育ち、東京都立福生高等学校定時制に通学しながら東京五日市カントリー倶楽部で働く。五日市CC勤務時代にプロを目指して修行を続け、1986年に4度目の挑戦でプロテストに合格。同年の日経カップ（予選落ち）でツアーデビューし、1991年5月にチャレンジトーナメントの関東国際オープンでプロ初優勝。以後チャレンジトーナメントでは3勝を挙げ、ツアーでは1992年から頭角を現すようになり、1994年のツアー最終戦である日本シリーズ 日立カップでは尾崎直道、中嶋常幸との優勝争いを制してツアー初優勝を飾る。1995年には日本プロで優勝、同年のワールドカップにも出場。団体は合田洋とペアを組み、フレッド・カプルス&デービス・ラブ3世（ アメリカ合衆国）、ロバート・アレンビー&ブレット・オーグル（ オーストラリア）に次ぎ、フランク・ノビロ&マイケル・キャンベル（ ニュージーランド）、ジャン・ヴァン・デ・ヴェルデ&ジャン・ルイ・ゲピー（ フランス）、ダレン・クラーク&フィリップ・ウォルトン（ アイルランド）、ヘンドリック・バーマン&レティーフ・グーセン（ 南アフリカ共和国）、ジャルモ・サンデリン&イェスパー・パーネビック（ スウェーデン）、ラファエル・アラルコン&エステバン・トレド（ メキシコ）、トニー・ジョンストン&マーク・マクナルティ（ ジンバブエ）を抑え、アンドリュー・コルタート&サム・トーランス（ スコットランド）と並ぶ3位タイと健闘。個人戦ではラブに次ぎ、トーランス、コスタンティノ・ロッカ（ イタリア）、キャンベル、クラーク、グーセン、カプルス、サンティアゴ・ルナ（ スペイン）、パーネビックを抑えての2位に入るなど、公式戦で実力を発揮したことから“公式戦男”の異名を取った。その後はPGAツアーにも挑戦するなど積極果敢な姿勢も持っていた。
2012年暮れにPGAシニアツアー参戦を目指し、タイでトレーニングに入っていたが、2013年1月3日、宿泊先のホテルの自室から出てこないことを不審に思った友人が迎えに行った際にベッドで寝たままの状態で発見され、その際呼吸をしていなかったために病院へ搬送されたが、心不全による死亡が確認された。48歳没。

## ツアー優勝記録
| 開催時期           | 大会名                                         | 優勝スコア | 開催ゴルフ場                                   |
| ------------------ | ---------------------------------------------- | ---------- | ---------------------------------------------- |
| 1994年12月1日-4日  | ゴルフ日本シリーズ 日立カップ                  | -14（270） | よみうりゴルフコース（兵庫県西宮市）           |
| 1995年5月11日-14日 | 日本プロゴルフ選手権                           | -16（272） | 夏泊ゴルフリンクス（青森県東津軽郡平内町）     |
| 1997年3月20日-23日 | ダイドードリンコ静岡オープンゴルフトーナメント | -14（274） | 静岡カントリー浜岡コース（静岡県小笠郡浜岡町） |